# Алі III
Алі III (*д/н —1793) — 35-й маї (володар) і султан Борну в 1753/1755-1793 роках.

## Життєпис
Походив з Другої династії Сейфуа. Ймовірно син маї Хадж-Хамдана, хоча деякі дослідники розглядають його як сина Мухаммада VII.
У 1753 або 1755 році повалив свого небожа (або брата) Дунаму VIII. Вимушений був остаточно відмовитися від амбіцій володарювати над хауськими державами та перейти до оборони.
На територію Борну посилилися напади народу фульбе, що завдавали суттєвих руйнувань. Також довелося воювати проти арабів—шауа та туарегів, які знову здобувають самостійність. Внаслідок цього було завдано удару трансахарській торгівлі, що суттєво зменшило надходження до скарбниці. В свою чергу це призвело до занепаду міст. Багато провінцій й залежних держав відпадають, насамперед Багірмі.
Найнебезпечнішим в часи правління Алі III стає повстання залежного султанату Мандара. 1781 року у вирішальній битві військо Борну зазнало нищівної поразки від мандарського султана Букар Гуйани. Внаслідок цього було втрачено південно-східні області імперії. Разом з тим Алі III здійснив успішний похід й підкорив емірат Бедде (Баде) у південнозахідному напрямку (сучасний штат Йобе, Нігерія).
Помер 1793 (менш імовірно 1791 чи 1792) року. Йому спадкував син Ахмад I.